# Hydroglyphus laeticulus
Hydroglyphus laeticulus är en skalbaggsart som först beskrevs av Sharp 1882.  Hydroglyphus laeticulus ingår i släktet Hydroglyphus och familjen dykare. Inga underarter finns listade i Catalogue of Life.